# Болдырев, Василий Георгиевич
Василий Георгиевич Болдырев (5 [17] апреля 1875, Сызрань — 20 августа 1933) — русский военный и государственный деятель, военачальник, генерал-лейтенант. Участник антибольшевистского сопротивления на Востоке России. Верховный главнокомандующий вооруженных сил Российского государства (24 сентября 1918 — 18 ноября 1918).

## Биография
Из крестьянской семьи. Отец занимался кузнечным ремеслом, а мать владела небольшими кирпичными сараями. С детских лет Болдырев помогал отцу в кузнице, а матери — в кирпичном сарае.
Первоначальное образование получил в приходской, а затем четырёхклассной городской школе. В 15 лет выехал в Пензу, где поступил в Пензенское землемерное училище, которое окончил в 1893 году. Скопив денег, Болдырев поехал в Петербург, где сдал экзамены и поступил в военно-топографическое училище, которое окончил по 1 разряду. В 1895 году был выпущен подпоручиком (ст. 23.09.1895) в корпус военных топографов.
Проведя три года на военно-топографических съёмках в Эстляндии и Лифляндии и прослужив полтора года в Красноярском полку в Юрьеве, поступил в Николаевскую академию Генерального штаба. В 1903 году окончил академию по первому разряду.

### Русско-японская война
Участник русско-японской войны. Был ранен в ногу при штурме Новгородской (Путиловской) сопки на реке Шахе. Оправившись от раны, вернулся на фронт, где пробыл до окончания войны. Обер-офицер для особых поручений при штабе 4-го армейского корпуса (08.12.1904-28.10.1906).

### Межвоенный период
C 28 октября 1906 — старший адъютант штаба 18-го армейского корпуса. С 8 сентября 1907 — старший адъютант штаба 20-го армейского корпуса. Подполковник (ст. 06.12.1908). С 29 марта 1909 — штаб-офицер для поручений при штабе 20-го армейского корпуса.
С 1911 года преподавал в Николаевской академии Генерального штаба. В 1914 году защитил диссертацию на тему «Атака укрепленных позиций», после чего был назначен экстраординарным профессором. В этот период стал публиковаться в печати во военно-теоретическим вопросам. Одним из первых в России обратил внимание в печати на большую потенциальную роль авиации в будущей войне.

### Первая мировая война

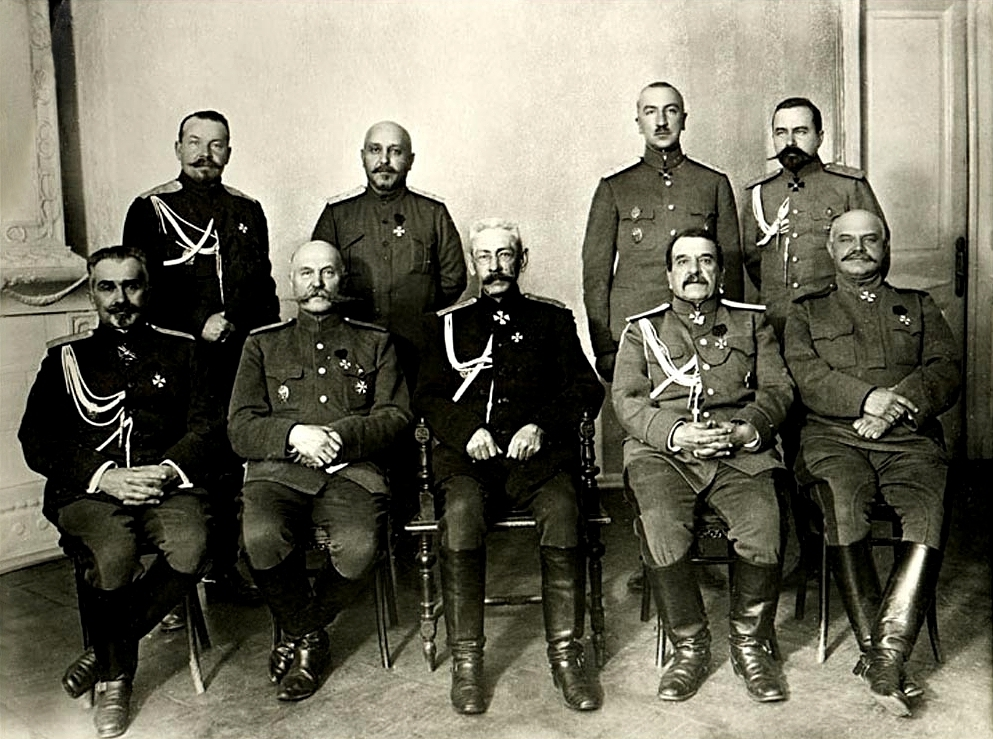
Командование Северного фронта. Болдырев стоит первый слева. Конец 1916 — начало 1917 гг.

В августе 1914 года выступил на фронт в качестве исполняющего должность начальника штаба 2-й гвардейской пехотной дивизии. За бои в октябре 1914 года под крепостью Ивангород награждён Георгиевским оружием (ВП 31.01.1915), а за бои под Едвабно в 1914—1915 — орденом Св. Георгия 4-й степени (ВП 29.05.1915). С 8 марта 1915 — командир 30-го пехотного Полтавского полка. Генерал-майор (ст. 26.06.1915). С 29 февраля 1916 — генерал для поручений при командующем 4-й армией, с 8 сентября 1916 — генерал-квартирмейстер штаба армий Северного фронта.

### Революция
После Февральской революции 19 апреля 1917 года назначен командиром 43-го армейского корпуса. Генерал-лейтенант (29.04.1917). Отличился во время Рижской операции в августе 1917 г. 9 сентября 1917 года сменил генерала Ю.H. Данилова на посту командующего 5-й армией.
После Октябрьской революции 12 ноября 1917 года в Двинск, где находился штаб 5-й армии, приехал назначенный большевиками Верховным главнокомандующим Н. В. Крыленко. Охрану Болдырева нёс надёжный партизанский отряд атамана Глазенапа. По свидетельству В. Г. Ковалевского, командующий сам добровольно согласился на свой арест, вначале домашний, и замену охраны партизан Глазенапа на красногвардейцев Крыленко. Болдырев отказался вести переговоры о перемирии с немцами и по приказу большевистского командующего был арестован отрядом ВРК за непризнание советской власти. Находился в заключении в Трубецком бастионе Петропавловской крепости и в «Крестах». Был освобождён 2 марта 1918 года по амнистии. В 1918 году входил в руководство «Союза возрождения России», член «Национального центра».
Генерал Казанович, отправленный вождём Добровольческой армии ген. Алексеевым в Москву для установления связи с антибольшевистскими военными организациями, так описал свою встречу с Болдыревым летом 1918 года:
Около этого времени я познакомился с генералом Болдыревым. Он показался мне дельным человеком, и я убеждал его признать главенство генералов Алексеева и Деникина и работать вместе для общего дела. Генерал Болдырев мне ответил, что не может этого сделать так как связан с партией (меньшевиками)...От него я узнал о движении, подготовляемом на Средней Волге. Из его слов можно было заключить, что там собраны уже значительные силы.

### Гражданская война
В начале августа 1918 года Болдырев прибыл в Самару.
На Уфимском государственном совещании Болдырев был выбран одним из 5 членов Временного Всероссийского правительства (Уфимской директории).
Во время ноябрьских событий в Омске один из членов Кабинета министров предложил его кандидатуру на пост Верховного правителя России, без ведома и согласия самого Болдырева. После событий 18 ноября и прихода к власти адмирала А. В. Колчака Болдырев отказался от командования и 28 ноября выехал в Японию, получив от казны пособие в 50 тысяч франков. Некоторые авторы и мемуаристы считают отстранение имевшего большой боевой опыт и организаторские способности Болдырева одной из первых фатальных ошибок А. В. Колчака.
Колчак послал Д. Л. Хорвату специальную телеграмму с просьбой беспрепятственного пропуска генерала, его личного секретаря и 2-х адъютантов в Японию. Последним его делом на посту Верховного главнокомандующего стал приказ о присвоении чина генерал-майора полковнику В. О. Каппелю. До января 1920 года Болдырев встречался и вёл переговоры с японскими военными и правительственными чиновниками, убеждая направить значительный экспедиционный японский корпус на фронт для борьбы с РККА и в то же время всеми силами противодействуя стремлению части японских военных и политических кругов оккупировать российские территории Дальнего Востока. Также он знакомился с устройством военного обучения в Японии.
Вернулся в начале 1920 года во Владивосток, где 23 марта 1920 года был назначен на должность председателя комиссии при военном совете Приморской областной земской управы по разработке военных и военно-морских законопроектов. Командующий сухопутными и морскими силами Дальнего Востока (08.04. — 12.12.1920). Член военного совета Временного правительства Дальнего Востока (с 17.04.1920). В этом качестве подписал русско-японское соглашение о «нейтральной зоне» (29.04.1920). Председатель особого комитета по организации работы для демобилизуемых военнослужащих (с 28.05.1920). Управляющий военными и морскими делами Временного правительства Дальнего Востока (с 01.07.1920). 1 июля 1920 года был назначен командующим всеми вооружёнными силами Дальнего Востока (отметив в дневнике, что подлинным «хозяином положения было тогда Дальбюро компартии»). На этом посту Болдырев работал в комиссии по роспуску частей старой армии, вёл переговоры с остатками прибывшей в Приморье Каппелевской армии об устройстве их на службу. После прихода к власти в конце 1920 года правительства во главе с большевиком Антоновым ушёл в отставку.
Председатель российской делегации по Русско-японской согласительной комиссии (с 1 июня 1921). Член (с 07.07.1921), товарищ председателя (с 26.07.1921) Приамурского народного собрания.

### В СССР
Остался во Владивостоке и после его занятия Красной армией 5 ноября 1922 года был арестован. В тюрьме заявил о своей готовности служить советской власти. Летом 1923 года был амнистирован.
Занимался преподавательской деятельностью. Работал в Новосибирске в Сибирской плановой комиссии консультантом, а с 1927 года — руководителем конъюнктурного бюро. Председатель секции «Недра» Общества изучения Сибири. Осенью 1928 года был уволен с работы в крайплане. Работал научным сотрудником Западносибирского института промышленных экономических исследований.
Написал воспоминания «Директория. Колчак. Интервенты» (ч. 1-3, 1925).
Член авторского коллектива Сибирской Советской энциклопедии.
29 декабря 1932 (по другим данным 23 февраля 1933) арестован по подозрению в контактах с японской разведкой, по другим данным — по обвинению в организации контрреволюционного заговора. Расстрелян 20 августа 1933 года. Реабилитирован в 1958 году.

## Семья
Жена — Любовь Витальевна, в 1920 выехала в Китай, а затем в Сербию вместе с сыновьями:
- старший — Василий;
- младший — Константин (1909—1995), видный деятель НТС.

## Сочинения
- Бой на р. Шахэ. — СПб., 1905;
- Осада и взятие Риги русскими войсками в 1709—1710 гг. — Рига, 1910;
- Автомобиль и его тактическое применение. Лекции, читанные в Академии Генерального штаба. — СПб., 1912;
- Атака укрепленной позиции. Действия артиллерии. — СПб., 1912;
- Атака укрепленных позиций. Тактическое исследование на почве исторических примеров. — СПб., 1914;
- Переворот братьев Меркуловых // Сибирь. — 1925. — № 5-6. — С. 23-25;
- Директория. Колчак. Интервенты: Воспоминания: (Из цикла «Шесть лет», 1917—1922 гг.). — Новониколаевск, 1925;[11]
- Япония и Советский Дальний Восток // Сибирские огни. — 1925. — № 1. — С. 187—194;
- Сибирский край в цифрах. — Новониколаевск, 1925 (в соавторстве с П. А. Гуриновичем);
- Районированная Сибирь. Краткий культурно-экономический очерк округов. — Новониколаевск, 1926;
- Энергетические ресурсы Ойротии. — Новосибирск, 1932.

## Награды
- Орден Святого Владимира 4-й степени с мечами и бантом (1906);
- Орден Святой Анны 3-й степени (1907);
- Орден Святого Станислава 2-й степени с мечами (1907);
- Орден Святой Анны 2-й степени (ВП 08.02.1909);
- Орден Святого Владимира 3-й степени с мечами (ВП 26.10.1914);
- мечи и бант к ордену Святой Анны 3-й степени (ВП 9.02.1915);
- Георгиевское оружие (ВП 31.01.1915);
- мечи к ордену Святой Анны 2-й степени (ВП 2.05.1915);
- Высочайшее благоволение (ВП 10.05.1915; за отличия в делах против неприятеля);
- Орден Святой Анны 4-й степени с надписью «За храбрость» (ВП 25.05.1915)
- Орден Святого Георгия 4-й степени (ВП 29.05.1915);
- Орден Святого Станислава 3-й степени с мечами и бантом (ВП 25.01.1916);
- Орден Святого Станислава 1-й степени с мечами (ВП 6.05.1916)